# Austrachipteria quadridentata
Austrachipteria quadridentata är en kvalsterart som först beskrevs av Hammer 1967.  Austrachipteria quadridentata ingår i släktet Austrachipteria och familjen Austrachipteriidae. Inga underarter finns listade.